# John F. Seitz
John Francis Seitz (23. juni 1892 – 27. februar 1979) var en amerikansk filmfotograf og opfinder.

## Karriere
Seitz' karriere startede i 1909 som laboratorieassistent hos Essanay Film Manufacturing Company i Chicago. Derefter arbejdede han som laboratorietekniker for American Film Manufacturing Company (kendt som "Flying A") også i Chicago.
i 1916 under stumfilmæraen etablerede han sig som filmfotograf, og fik stor succes i 1921, da han filmede Rudolph Valentino-filmen De fire Ryttere fra Apocalypse
Han var højt respekteret af instruktøren Billy Wilder, for hvem han arbejdede på hans film noir Kvinden uden samvittighed (1944), Forspildte dage (1945) og Sunset Boulevard (1950). Han blev nomineret til en Oscar for de tre film.
Gennem sin karriere blev Seitz nomineret syv gange til en Oscar for bedste filmatisering, men vandt aldrig.
Seitz trak sig tilbage i 1960 og dedikerede sig til fotografiske opfindelser, for hvilke han havde 18 patenter.

## Anerkendelser
Nomineringer
- Oscar: Bedste fotografering, The Divine Lady 1930
- Oscar: Bedste Fotografering, sort og hvid, Kvinden uden samvittighed 1944
- Oscar: Bedste Fotografering, sort og hvid, Forspildte dage 1946
- Oscar: Bedste Fotografering, sort og hvid, Sunset Boulevard 1951
- Golden Globes: Bedste Fotografering, sort og hvid, Sunset Boulevard 1951
- Oscar: Bedste Fotografering, farver, Verdens undergang 1952
- Oscar: Bedste Fotografering, sort og hvid, I gangsternes sold 1955